# Strade Bianche 2024
Strade Bianche 2024 – 18. edycja wyścigu kolarskiego Strade Bianche, która odbyła się 2 marca 2024 na liczącej 215 kilometrów trasie wokół Sieny. Impreza kategorii 1.UWT była częścią UCI World Tour 2024.

## Uczestnicy

### Drużyny
| WorldTeams (18)- Alpecin-Deceuninck - Arkéa-B&B Hotels - Astana Qazaqstan Team - Bahrain Victorious - Bora-Hansgrohe - Cofidis - Decathlon-AG2R La Mondiale - EF Education-EasyPost - Groupama-FDJ - Ineos Grenadiers - Intermarché-Wanty - Lidl-Trek - Movistar Team - Soudal Quick-Step - Team dsm-firmenich PostNL - Team Jayco AlUla - Team Visma \| Lease a Bike - UAE Team Emirates ProTeams (7)- Israel-Premier Tech - Lotto Dstny - Q36.5 Pro Cycling Team - Corratec-Vini Fantini - Polti Kometa - Tudor Pro Cycling Team - Uno-X Mobility |
| |

### Lista startowa
| Ineos Grenadiers IGD | Ineos Grenadiers IGD     | Ineos Grenadiers IGD |
| -------------------- | ------------------------ | -------------------- |
| Nr                   | Kolarz                   | Miejsce              |
| 1                    | Thomas Pidcock (GBR)     | 4.                   |
| 2                    | Thymen Arensman (NED)    | DNF                  |
| 3                    | Geraint Thomas (GBR)     | 71.                  |
| 4                    | Kim Heiduk (GER)         | 72.                  |
| 5                    | Michał Kwiatkowski (POL) | DNF                  |
| 6                    | Salvatore Puccio (ITA)   | DNF                  |
| 7                    | Magnus Sheffield (USA)   | 18.                  |

| Alpecin-Deceuninck ADC | Alpecin-Deceuninck ADC      | Alpecin-Deceuninck ADC |
| ---------------------- | --------------------------- | ---------------------- |
| Nr                     | Kolarz                      | Miejsce                |
| 11                     | Quinten Hermans (BEL)       | 69.                    |
| 12                     | Nicola Conci (ITA)          | OTL                    |
| 13                     | Michael Gogl (AUT)          | 63.                    |
| 14                     | Juri Hollmann (GER)         | 87.                    |
| 15                     | Oscar Riesebeek (NED)       | DNF                    |
| 16                     | Fabio Van den Bossche (BEL) | DNF                    |
| 17                     | Gianni Vermeersch (BEL)     | 32.                    |

| Arkéa-B&B Hotels ARK | Arkéa-B&B Hotels ARK     | Arkéa-B&B Hotels ARK |
| -------------------- | ------------------------ | -------------------- |
| Nr                   | Kolarz                   | Miejsce              |
| 21                   | Vincenzo Albanese (ITA)  | 97.                  |
| 22                   | Anthony Delaplace (FRA)  | DNF                  |
| 23                   | Simon Guglielmi (FRA)    | DNF                  |
| 24                   | Cristián Rodríguez (ESP) | DNF                  |
| 25                   | Kévin Ledanois (FRA)     | DNF                  |
| 26                   | Kévin Vauquelin (FRA)    | 21.                  |
| 27                   | Clément Venturini (FRA)  | 42.                  |

| Astana Qazaqstan Team AST | Astana Qazaqstan Team AST     | Astana Qazaqstan Team AST |
| ------------------------- | ----------------------------- | ------------------------- |
| Nr                        | Kolarz                        | Miejsce                   |
| 31                        | Simone Velasco (ITA) (szosa)  | 59.                       |
| 32                        | Jewgienij Fiodorow (KAZ)      | DNF                       |
| 33                        | Gianmarco Garofoli (ITA)      | 33.                       |
| 34                        | Michele Gazzoli (ITA)         | DNF                       |
| 35                        | Gleb Brusienski (KAZ) (szosa) | DNF                       |
| 36                        | Harold Martín López (ECU)     | OTL                       |
| 37                        | Ide Schelling (NED)           | 76.                       |

| Bora-Hansgrohe BOH | Bora-Hansgrohe BOH           | Bora-Hansgrohe BOH |
| ------------------ | ---------------------------- | ------------------ |
| Nr                 | Kolarz                       | Miejsce            |
| 41                 | Sergio Higuita (COL)         | 34.                |
| 42                 | Giovanni Aleotti (ITA)       | DNF                |
| 43                 | Cesare Benedetti (POL)       | DNF                |
| 44                 | Patrick Gamper (AUT)         | DNF                |
| 45                 | Lennard Kämna (GER)          | 20.                |
| 46                 | Jonas Koch (GER)             | DNF                |
| 47                 | Daniel Felipe Martínez (COL) | 37.                |

| Cofidis COF | Cofidis COF            | Cofidis COF |
| ----------- | ---------------------- | ----------- |
| Nr          | Kolarz                 | Miejsce     |
| 51          | Guillaume Martin (FRA) | 67.         |
| 52          | Thomas Champion (FRA)  | 54.         |
| 53          | Eddy Finé (FRA)        | DNF         |
| 54          | Jonathan Lastra (ESP)  | 98.         |
| 55          | Simon Geschke (GER)    | 52.         |
| 56          | Axel Mariault (FRA)    | DNF         |
| 57          | Axel Zingle (FRA)      | 85.         |

| Team Corratec-Vini Fantini COR | Team Corratec-Vini Fantini COR | Team Corratec-Vini Fantini COR |
| ------------------------------ | ------------------------------ | ------------------------------ |
| Nr                             | Kolarz                         | Miejsce                        |
| 61                             | Valerio Conti (ITA)            | DNF                            |
| 62                             | Davide Baldaccini (ITA)        | DNF                            |
| 63                             | Niccolò Bonifazio (ITA)        | DNF                            |
| 64                             | Valentin Darbellay (SUI)       | 84.                            |
| 65                             | Lorenzo Quartucci (ITA)        | 51.                            |
| 66                             | Kristian Sbaragli (ITA)        | 83.                            |
| 67                             | Mark Stewart (GBR)             | DNF                            |

| Decathlon-AG2R La Mondiale DAT | Decathlon-AG2R La Mondiale DAT | Decathlon-AG2R La Mondiale DAT |
| ------------------------------ | ------------------------------ | ------------------------------ |
| Nr                             | Kolarz                         | Miejsce                        |
| 71                             | Benoît Cosnefroy (FRA)         | 6.                             |
| 72                             | Jaakko Hänninen (FIN)          | 88.                            |
| 73                             | Jordan Labrosse (FRA)          | DNF                            |
| 74                             | Paul Lapeira (FRA)             | 74.                            |
| 75                             | Bastien Tronchon (FRA)         | 26.                            |
| 76                             | Andrea Vendrame (ITA)          | 22.                            |
| 77                             | Nans Peters (FRA)              | 28.                            |

| EF Education-EasyPost EFE | EF Education-EasyPost EFE   | EF Education-EasyPost EFE |
| ------------------------- | --------------------------- | ------------------------- |
| Nr                        | Kolarz                      | Miejsce                   |
| 81                        | Richard Carapaz (ECU)       | 24.                       |
| 82                        | Alberto Bettiol (ITA)       | 70.                       |
| 83                        | Stefan de Bod (RSA)         | DNF                       |
| 84                        | Ben Healy (IRL) (szosa)     | 12.                       |
| 85                        | Mikkel Frølich Honoré (DEN) | 47.                       |
| 86                        | Neilson Powless (USA)       | 86.                       |
| 87                        | James Shaw (GBR)            | 78.                       |

| Groupama-FDJ GFC | Groupama-FDJ GFC               | Groupama-FDJ GFC |
| ---------------- | ------------------------------ | ---------------- |
| Nr               | Kolarz                         | Miejsce          |
| 91               | Valentin Madouas (FRA) (szosa) | 15.              |
| 92               | Lewis Askey (GBR)              | 104.             |
| 93               | Lorenzo Germani (ITA)          | 94.              |
| 94               | Romain Grégoire (FRA)          | 39.              |
| 95               | Lenny Martinez (FRA)           | 8.               |
| 96               | Olivier Le Gac (FRA)           | 73.              |
| 97               | Fabian Lienhard (SUI)          | 89.              |

| Intermarché-Wanty IWA | Intermarché-Wanty IWA   | Intermarché-Wanty IWA |
| --------------------- | ----------------------- | --------------------- |
| Nr                    | Kolarz                  | Miejsce               |
| 101                   | Lorenzo Rota (ITA)      | 29.                   |
| 102                   | Francesco Busatto (ITA) | 14.                   |
| 103                   | Kevin Colleoni (ITA)    | DNF                   |
| 104                   | Tom Paquot (BEL)        | DNF                   |
| 105                   | Simone Petilli (ITA)    | 91.                   |
| 106                   | Dion Smith (NZL)        | 58.                   |
| 107                   | Rein Taaramäe (EST)     | DNF                   |

| Israel-Premier Tech IPT | Israel-Premier Tech IPT | Israel-Premier Tech IPT |
| ----------------------- | ----------------------- | ----------------------- |
| Nr                      | Kolarz                  | Miejsce                 |
| 111                     | Stephen Williams (GBR)  | 75.                     |
| 112                     | Simon Clarke (AUS)      | 46.                     |
| 113                     | Marco Frigo (ITA)       | DNF                     |
| 114                     | Krists Neilands (LAT)   | 16.                     |
| 115                     | Nadav Raisberg (ISR)    | 100.                    |
| 116                     | Riley Sheehan (USA)     | 105.                    |
| 117                     | Dylan Teuns (BEL)       | 23.                     |

| Lidl-Trek LTK | Lidl-Trek LTK               | Lidl-Trek LTK |
| ------------- | --------------------------- | ------------- |
| Nr            | Kolarz                      | Miejsce       |
| 121           | Andrea Bagioli (ITA)        | 82.           |
| 122           | Fabio Felline (ITA)         | DNF           |
| 123           | Jacopo Mosca (ITA)          | 60.           |
| 124           | Quinn Simmons (USA) (szosa) | DNF           |
| 125           | Toms Skujiņš (LAT)          | 2.            |
| 126           | Edward Theuns (BEL)         | DNF           |
| 127           | Mathias Vacek (CZE) (szosa) | DNF           |

| Lotto Dstny LTD | Lotto Dstny LTD           | Lotto Dstny LTD |
| --------------- | ------------------------- | --------------- |
| Nr              | Kolarz                    | Miejsce         |
| 131             | Maxim Van Gils (BEL)      | 3.              |
| 132             | Jenno Berckmoes (BEL)     | 92.             |
| 133             | Logan Currie (NZL)        | 65.             |
| 134             | Johannes Adamietz (GER)   | DNF             |
| 135             | Arjen Livyns (BEL)        | DNF             |
| 136             | Lennert Van Eetvelt (BEL) | 11.             |
| 137             | Sylvain Moniquet (BEL)    | DNF             |

| Movistar Team MOV | Movistar Team MOV         | Movistar Team MOV |
| ----------------- | ------------------------- | ----------------- |
| Nr                | Kolarz                    | Miejsce           |
| 141               | Davide Formolo (ITA)      | 7.                |
| 142               | Carlos Canal (ESP)        | 25.               |
| 143               | Iván García Cortina (ESP) | 43.               |
| 144               | Nelson Oliveira (POR)     | 36.               |
| 145               | Vinicius Rangel (BRA)     | 102.              |
| 146               | Sergio Samitier (ESP)     | 93.               |
| 147               | Gonzalo Serrano (ESP)     | 35.               |

| Q36.5 Pro Cycling Team Q36 | Q36.5 Pro Cycling Team Q36 | Q36.5 Pro Cycling Team Q36 |
| -------------------------- | -------------------------- | -------------------------- |
| Nr                         | Kolarz                     | Miejsce                    |
| 151                        | Gianluca Brambilla (ITA)   | DNF                        |
| 152                        | Walter Calzoni (ITA)       | DNF                        |
| 153                        | Filippo Conca (ITA)        | 62.                        |
| 154                        | David de la Cruz (ESP)     | DNF                        |
| 155                        | Mark Donovan (GBR)         | 45.                        |
| 156                        | Alessandro Fancellu (ITA)  | DNF                        |
| 157                        | James Whelan (AUS)         | DNF                        |

| Soudal Quick-Step SOQ | Soudal Quick-Step SOQ    | Soudal Quick-Step SOQ |
| --------------------- | ------------------------ | --------------------- |
| Nr                    | Kolarz                   | Miejsce               |
| 161                   | Julian Alaphilippe (FRA) | DNF                   |
| 162                   | Kasper Asgreen (DEN)     | 40.                   |
| 163                   | Josef Černý (CZE)        | DNF                   |
| 164                   | Antoine Huby (FRA)       | 56.                   |
| 165                   | Paul Magnier (FRA)       | DNF                   |
| 166                   | Pieter Serry (BEL)       | DNF                   |
| 167                   | Mauri Vansevenant (BEL)  | 41.                   |

| Team dsm-firmenich PostNL DFP | Team dsm-firmenich PostNL DFP | Team dsm-firmenich PostNL DFP |
| ----------------------------- | ----------------------------- | ----------------------------- |
| Nr                            | Kolarz                        | Miejsce                       |
| 171                           | Romain Bardet (FRA)           | 17.                           |
| 172                           | Warren Barguil (FRA)          | DNF                           |
| 173                           | Romain Combaud (FRA)          | DNF                           |
| 174                           | Bram Welten (NED)             | DNF                           |
| 175                           | Chris Hamilton (AUS)          | 64.                           |
| 176                           | Frank van den Broek (NED)     | 61.                           |
| 177                           | Kevin Vermaerke (USA)         | 30.                           |

| Team Jayco AlUla JAY | Team Jayco AlUla JAY          | Team Jayco AlUla JAY |
| -------------------- | ----------------------------- | -------------------- |
| Nr                   | Kolarz                        | Miejsce              |
| 181                  | Davide De Pretto (ITA)        | DNF                  |
| 182                  | Lawson Craddock (USA)         | DNF                  |
| 183                  | Alessandro De Marchi (ITA)    | 81.                  |
| 184                  | Felix Engelhardt (GER)        | DNF                  |
| 185                  | Christopher Juul-Jensen (DEN) | DNF                  |
| 186                  | Rudy Porter (AUS)             | 53.                  |
| 187                  | Filippo Zana (ITA)            | 9.                   |

| Team Polti Kometa PTK | Team Polti Kometa PTK    | Team Polti Kometa PTK |
| --------------------- | ------------------------ | --------------------- |
| Nr                    | Kolarz                   | Miejsce               |
| 191                   | Davide De Cassan (ITA)   | DNF                   |
| 192                   | Erik Fetter (HUN)        | DNF                   |
| 193                   | Germán Darío Gómez (COL) | DNF                   |
| 194                   | Francisco Muñoz (ESP)    | 79.                   |
| 195                   | Andrea Pietrobon (ITA)   | OTL                   |
| 196                   | Álex Martín (ESP)        | DNF                   |
| 197                   | Diego Sevilla (ESP)      | DNF                   |

| Team Visma \| Lease a Bike TVL | Team Visma \| Lease a Bike TVL | Team Visma \| Lease a Bike TVL |
| ------------------------------ | ------------------------------ | ------------------------------ |
| Nr                             | Kolarz                         | Miejsce                        |
| 201                            | Christophe Laporte (FRA)       | 10.                            |
| 202                            | Sepp Kuss (USA)                | DNF                            |
| 203                            | Bart Lemmen (NED)              | 44.                            |
| 204                            | Ben Tulett (GBR)               | 95.                            |
| 205                            | Tosh Van der Sande (BEL)       | DNF                            |
| 206                            | Attila Valter (HUN) (szosa)    | 19.                            |
| 207                            | Julien Vermote (BEL)           | DNF                            |

| Tudor Pro Cycling Team TUD | Tudor Pro Cycling Team TUD   | Tudor Pro Cycling Team TUD |
| -------------------------- | ---------------------------- | -------------------------- |
| Nr                         | Kolarz                       | Miejsce                    |
| 211                        | Nils Brun (SUI)              | 90.                        |
| 212                        | Lucas Eriksson (SWE) (szosa) | 66.                        |
| 213                        | Alexander Kamp (DEN)         | DNF                        |
| 214                        | Sébastien Reichenbach (SUI)  | 55.                        |
| 215                        | Roland Thalmann (SUI)        | DNF                        |
| 216                        | Hannes Wilksch (GER)         | 96.                        |
| 217                        | Luc Wirtgen (LUX)            | 31.                        |

| UAE Team Emirates UAD | UAE Team Emirates UAD       | UAE Team Emirates UAD |
| --------------------- | --------------------------- | --------------------- |
| Nr                    | Kolarz                      | Miejsce               |
| 221                   | Tadej Pogačar (SLO) (szosa) | 1.                    |
| 222                   | Isaac Del Toro (MEX)        | DNF                   |
| 223                   | Filippo Baroncini (ITA)     | 48.                   |
| 224                   | Jan Christen (SUI)          | DNF                   |
| 225                   | Marc Hirschi (SUI) (szosa)  | 68.                   |
| 226                   | Domen Novak (SLO)           | DNF                   |
| 227                   | Tim Wellens (BEL)           | 13.                   |

| Uno-X Mobility UXM | Uno-X Mobility UXM               | Uno-X Mobility UXM |
| ------------------ | -------------------------------- | ------------------ |
| Nr                 | Kolarz                           | Miejsce            |
| 231                | Magnus Cort Nielsen (DEN)        | 27.                |
| 232                | Jonas Abrahamsen (NOR)           | 57.                |
| 233                | Martin Urianstad (NOR)           | 77.                |
| 234                | Odd Christian Eiking (NOR)       | 50.                |
| 235                | Markus Hoelgaard (NOR)           | 38.                |
| 236                | Jonas Iversby Hvideberg (NOR)    | OTL                |
| 237                | Anders Halland Johannessen (NOR) | DNF                |

| Bahrain Victorious TBV | Bahrain Victorious TBV  | Bahrain Victorious TBV |
| ---------------------- | ----------------------- | ---------------------- |
| Nr                     | Kolarz                  | Miejsce                |
| 241                    | Matej Mohorič (SLO)     | 5.                     |
| 242                    | Nicolo Buratti (ITA)    | DNF                    |
| 243                    | Matevž Govekar (SLO)    | 101.                   |
| 244                    | Fran Miholjević (CRO)   | 99.                    |
| 245                    | Andrea Pasqualon (ITA)  | 80.                    |
| 246                    | Torstein Træen (NOR)    | 103.                   |
| 247                    | Edoardo Zambanini (ITA) | 49.                    |

| Ineos Grenadiers IGD | Ineos Grenadiers IGD     | Ineos Grenadiers IGD |
| -------------------- | ------------------------ | -------------------- |
| Nr                   | Kolarz                   | Miejsce              |
| 1                    | Thomas Pidcock (GBR)     | 4.                   |
| 2                    | Thymen Arensman (NED)    | DNF                  |
| 3                    | Geraint Thomas (GBR)     | 71.                  |
| 4                    | Kim Heiduk (GER)         | 72.                  |
| 5                    | Michał Kwiatkowski (POL) | DNF                  |
| 6                    | Salvatore Puccio (ITA)   | DNF                  |
| 7                    | Magnus Sheffield (USA)   | 18.                  |

| Alpecin-Deceuninck ADC | Alpecin-Deceuninck ADC      | Alpecin-Deceuninck ADC |
| ---------------------- | --------------------------- | ---------------------- |
| Nr                     | Kolarz                      | Miejsce                |
| 11                     | Quinten Hermans (BEL)       | 69.                    |
| 12                     | Nicola Conci (ITA)          | OTL                    |
| 13                     | Michael Gogl (AUT)          | 63.                    |
| 14                     | Juri Hollmann (GER)         | 87.                    |
| 15                     | Oscar Riesebeek (NED)       | DNF                    |
| 16                     | Fabio Van den Bossche (BEL) | DNF                    |
| 17                     | Gianni Vermeersch (BEL)     | 32.                    |

| Arkéa-B&B Hotels ARK | Arkéa-B&B Hotels ARK     | Arkéa-B&B Hotels ARK |
| -------------------- | ------------------------ | -------------------- |
| Nr                   | Kolarz                   | Miejsce              |
| 21                   | Vincenzo Albanese (ITA)  | 97.                  |
| 22                   | Anthony Delaplace (FRA)  | DNF                  |
| 23                   | Simon Guglielmi (FRA)    | DNF                  |
| 24                   | Cristián Rodríguez (ESP) | DNF                  |
| 25                   | Kévin Ledanois (FRA)     | DNF                  |
| 26                   | Kévin Vauquelin (FRA)    | 21.                  |
| 27                   | Clément Venturini (FRA)  | 42.                  |

| Astana Qazaqstan Team AST | Astana Qazaqstan Team AST     | Astana Qazaqstan Team AST |
| ------------------------- | ----------------------------- | ------------------------- |
| Nr                        | Kolarz                        | Miejsce                   |
| 31                        | Simone Velasco (ITA) (szosa)  | 59.                       |
| 32                        | Jewgienij Fiodorow (KAZ)      | DNF                       |
| 33                        | Gianmarco Garofoli (ITA)      | 33.                       |
| 34                        | Michele Gazzoli (ITA)         | DNF                       |
| 35                        | Gleb Brusienski (KAZ) (szosa) | DNF                       |
| 36                        | Harold Martín López (ECU)     | OTL                       |
| 37                        | Ide Schelling (NED)           | 76.                       |

| Bora-Hansgrohe BOH | Bora-Hansgrohe BOH           | Bora-Hansgrohe BOH |
| ------------------ | ---------------------------- | ------------------ |
| Nr                 | Kolarz                       | Miejsce            |
| 41                 | Sergio Higuita (COL)         | 34.                |
| 42                 | Giovanni Aleotti (ITA)       | DNF                |
| 43                 | Cesare Benedetti (POL)       | DNF                |
| 44                 | Patrick Gamper (AUT)         | DNF                |
| 45                 | Lennard Kämna (GER)          | 20.                |
| 46                 | Jonas Koch (GER)             | DNF                |
| 47                 | Daniel Felipe Martínez (COL) | 37.                |

| Cofidis COF | Cofidis COF            | Cofidis COF |
| ----------- | ---------------------- | ----------- |
| Nr          | Kolarz                 | Miejsce     |
| 51          | Guillaume Martin (FRA) | 67.         |
| 52          | Thomas Champion (FRA)  | 54.         |
| 53          | Eddy Finé (FRA)        | DNF         |
| 54          | Jonathan Lastra (ESP)  | 98.         |
| 55          | Simon Geschke (GER)    | 52.         |
| 56          | Axel Mariault (FRA)    | DNF         |
| 57          | Axel Zingle (FRA)      | 85.         |

| Team Corratec-Vini Fantini COR | Team Corratec-Vini Fantini COR | Team Corratec-Vini Fantini COR |
| ------------------------------ | ------------------------------ | ------------------------------ |
| Nr                             | Kolarz                         | Miejsce                        |
| 61                             | Valerio Conti (ITA)            | DNF                            |
| 62                             | Davide Baldaccini (ITA)        | DNF                            |
| 63                             | Niccolò Bonifazio (ITA)        | DNF                            |
| 64                             | Valentin Darbellay (SUI)       | 84.                            |
| 65                             | Lorenzo Quartucci (ITA)        | 51.                            |
| 66                             | Kristian Sbaragli (ITA)        | 83.                            |
| 67                             | Mark Stewart (GBR)             | DNF                            |

| Decathlon-AG2R La Mondiale DAT | Decathlon-AG2R La Mondiale DAT | Decathlon-AG2R La Mondiale DAT |
| ------------------------------ | ------------------------------ | ------------------------------ |
| Nr                             | Kolarz                         | Miejsce                        |
| 71                             | Benoît Cosnefroy (FRA)         | 6.                             |
| 72                             | Jaakko Hänninen (FIN)          | 88.                            |
| 73                             | Jordan Labrosse (FRA)          | DNF                            |
| 74                             | Paul Lapeira (FRA)             | 74.                            |
| 75                             | Bastien Tronchon (FRA)         | 26.                            |
| 76                             | Andrea Vendrame (ITA)          | 22.                            |
| 77                             | Nans Peters (FRA)              | 28.                            |

| EF Education-EasyPost EFE | EF Education-EasyPost EFE   | EF Education-EasyPost EFE |
| ------------------------- | --------------------------- | ------------------------- |
| Nr                        | Kolarz                      | Miejsce                   |
| 81                        | Richard Carapaz (ECU)       | 24.                       |
| 82                        | Alberto Bettiol (ITA)       | 70.                       |
| 83                        | Stefan de Bod (RSA)         | DNF                       |
| 84                        | Ben Healy (IRL) (szosa)     | 12.                       |
| 85                        | Mikkel Frølich Honoré (DEN) | 47.                       |
| 86                        | Neilson Powless (USA)       | 86.                       |
| 87                        | James Shaw (GBR)            | 78.                       |

| Groupama-FDJ GFC | Groupama-FDJ GFC               | Groupama-FDJ GFC |
| ---------------- | ------------------------------ | ---------------- |
| Nr               | Kolarz                         | Miejsce          |
| 91               | Valentin Madouas (FRA) (szosa) | 15.              |
| 92               | Lewis Askey (GBR)              | 104.             |
| 93               | Lorenzo Germani (ITA)          | 94.              |
| 94               | Romain Grégoire (FRA)          | 39.              |
| 95               | Lenny Martinez (FRA)           | 8.               |
| 96               | Olivier Le Gac (FRA)           | 73.              |
| 97               | Fabian Lienhard (SUI)          | 89.              |

| Intermarché-Wanty IWA | Intermarché-Wanty IWA   | Intermarché-Wanty IWA |
| --------------------- | ----------------------- | --------------------- |
| Nr                    | Kolarz                  | Miejsce               |
| 101                   | Lorenzo Rota (ITA)      | 29.                   |
| 102                   | Francesco Busatto (ITA) | 14.                   |
| 103                   | Kevin Colleoni (ITA)    | DNF                   |
| 104                   | Tom Paquot (BEL)        | DNF                   |
| 105                   | Simone Petilli (ITA)    | 91.                   |
| 106                   | Dion Smith (NZL)        | 58.                   |
| 107                   | Rein Taaramäe (EST)     | DNF                   |

| Israel-Premier Tech IPT | Israel-Premier Tech IPT | Israel-Premier Tech IPT |
| ----------------------- | ----------------------- | ----------------------- |
| Nr                      | Kolarz                  | Miejsce                 |
| 111                     | Stephen Williams (GBR)  | 75.                     |
| 112                     | Simon Clarke (AUS)      | 46.                     |
| 113                     | Marco Frigo (ITA)       | DNF                     |
| 114                     | Krists Neilands (LAT)   | 16.                     |
| 115                     | Nadav Raisberg (ISR)    | 100.                    |
| 116                     | Riley Sheehan (USA)     | 105.                    |
| 117                     | Dylan Teuns (BEL)       | 23.                     |

| Lidl-Trek LTK | Lidl-Trek LTK               | Lidl-Trek LTK |
| ------------- | --------------------------- | ------------- |
| Nr            | Kolarz                      | Miejsce       |
| 121           | Andrea Bagioli (ITA)        | 82.           |
| 122           | Fabio Felline (ITA)         | DNF           |
| 123           | Jacopo Mosca (ITA)          | 60.           |
| 124           | Quinn Simmons (USA) (szosa) | DNF           |
| 125           | Toms Skujiņš (LAT)          | 2.            |
| 126           | Edward Theuns (BEL)         | DNF           |
| 127           | Mathias Vacek (CZE) (szosa) | DNF           |

| Lotto Dstny LTD | Lotto Dstny LTD           | Lotto Dstny LTD |
| --------------- | ------------------------- | --------------- |
| Nr              | Kolarz                    | Miejsce         |
| 131             | Maxim Van Gils (BEL)      | 3.              |
| 132             | Jenno Berckmoes (BEL)     | 92.             |
| 133             | Logan Currie (NZL)        | 65.             |
| 134             | Johannes Adamietz (GER)   | DNF             |
| 135             | Arjen Livyns (BEL)        | DNF             |
| 136             | Lennert Van Eetvelt (BEL) | 11.             |
| 137             | Sylvain Moniquet (BEL)    | DNF             |

| Movistar Team MOV | Movistar Team MOV         | Movistar Team MOV |
| ----------------- | ------------------------- | ----------------- |
| Nr                | Kolarz                    | Miejsce           |
| 141               | Davide Formolo (ITA)      | 7.                |
| 142               | Carlos Canal (ESP)        | 25.               |
| 143               | Iván García Cortina (ESP) | 43.               |
| 144               | Nelson Oliveira (POR)     | 36.               |
| 145               | Vinicius Rangel (BRA)     | 102.              |
| 146               | Sergio Samitier (ESP)     | 93.               |
| 147               | Gonzalo Serrano (ESP)     | 35.               |

| Q36.5 Pro Cycling Team Q36 | Q36.5 Pro Cycling Team Q36 | Q36.5 Pro Cycling Team Q36 |
| -------------------------- | -------------------------- | -------------------------- |
| Nr                         | Kolarz                     | Miejsce                    |
| 151                        | Gianluca Brambilla (ITA)   | DNF                        |
| 152                        | Walter Calzoni (ITA)       | DNF                        |
| 153                        | Filippo Conca (ITA)        | 62.                        |
| 154                        | David de la Cruz (ESP)     | DNF                        |
| 155                        | Mark Donovan (GBR)         | 45.                        |
| 156                        | Alessandro Fancellu (ITA)  | DNF                        |
| 157                        | James Whelan (AUS)         | DNF                        |

| Soudal Quick-Step SOQ | Soudal Quick-Step SOQ    | Soudal Quick-Step SOQ |
| --------------------- | ------------------------ | --------------------- |
| Nr                    | Kolarz                   | Miejsce               |
| 161                   | Julian Alaphilippe (FRA) | DNF                   |
| 162                   | Kasper Asgreen (DEN)     | 40.                   |
| 163                   | Josef Černý (CZE)        | DNF                   |
| 164                   | Antoine Huby (FRA)       | 56.                   |
| 165                   | Paul Magnier (FRA)       | DNF                   |
| 166                   | Pieter Serry (BEL)       | DNF                   |
| 167                   | Mauri Vansevenant (BEL)  | 41.                   |

| Team dsm-firmenich PostNL DFP | Team dsm-firmenich PostNL DFP | Team dsm-firmenich PostNL DFP |
| ----------------------------- | ----------------------------- | ----------------------------- |
| Nr                            | Kolarz                        | Miejsce                       |
| 171                           | Romain Bardet (FRA)           | 17.                           |
| 172                           | Warren Barguil (FRA)          | DNF                           |
| 173                           | Romain Combaud (FRA)          | DNF                           |
| 174                           | Bram Welten (NED)             | DNF                           |
| 175                           | Chris Hamilton (AUS)          | 64.                           |
| 176                           | Frank van den Broek (NED)     | 61.                           |
| 177                           | Kevin Vermaerke (USA)         | 30.                           |

| Team Jayco AlUla JAY | Team Jayco AlUla JAY          | Team Jayco AlUla JAY |
| -------------------- | ----------------------------- | -------------------- |
| Nr                   | Kolarz                        | Miejsce              |
| 181                  | Davide De Pretto (ITA)        | DNF                  |
| 182                  | Lawson Craddock (USA)         | DNF                  |
| 183                  | Alessandro De Marchi (ITA)    | 81.                  |
| 184                  | Felix Engelhardt (GER)        | DNF                  |
| 185                  | Christopher Juul-Jensen (DEN) | DNF                  |
| 186                  | Rudy Porter (AUS)             | 53.                  |
| 187                  | Filippo Zana (ITA)            | 9.                   |

| Team Polti Kometa PTK | Team Polti Kometa PTK    | Team Polti Kometa PTK |
| --------------------- | ------------------------ | --------------------- |
| Nr                    | Kolarz                   | Miejsce               |
| 191                   | Davide De Cassan (ITA)   | DNF                   |
| 192                   | Erik Fetter (HUN)        | DNF                   |
| 193                   | Germán Darío Gómez (COL) | DNF                   |
| 194                   | Francisco Muñoz (ESP)    | 79.                   |
| 195                   | Andrea Pietrobon (ITA)   | OTL                   |
| 196                   | Álex Martín (ESP)        | DNF                   |
| 197                   | Diego Sevilla (ESP)      | DNF                   |

| Team Visma \| Lease a Bike TVL | Team Visma \| Lease a Bike TVL | Team Visma \| Lease a Bike TVL |
| ------------------------------ | ------------------------------ | ------------------------------ |
| Nr                             | Kolarz                         | Miejsce                        |
| 201                            | Christophe Laporte (FRA)       | 10.                            |
| 202                            | Sepp Kuss (USA)                | DNF                            |
| 203                            | Bart Lemmen (NED)              | 44.                            |
| 204                            | Ben Tulett (GBR)               | 95.                            |
| 205                            | Tosh Van der Sande (BEL)       | DNF                            |
| 206                            | Attila Valter (HUN) (szosa)    | 19.                            |
| 207                            | Julien Vermote (BEL)           | DNF                            |

| Tudor Pro Cycling Team TUD | Tudor Pro Cycling Team TUD   | Tudor Pro Cycling Team TUD |
| -------------------------- | ---------------------------- | -------------------------- |
| Nr                         | Kolarz                       | Miejsce                    |
| 211                        | Nils Brun (SUI)              | 90.                        |
| 212                        | Lucas Eriksson (SWE) (szosa) | 66.                        |
| 213                        | Alexander Kamp (DEN)         | DNF                        |
| 214                        | Sébastien Reichenbach (SUI)  | 55.                        |
| 215                        | Roland Thalmann (SUI)        | DNF                        |
| 216                        | Hannes Wilksch (GER)         | 96.                        |
| 217                        | Luc Wirtgen (LUX)            | 31.                        |

| UAE Team Emirates UAD | UAE Team Emirates UAD       | UAE Team Emirates UAD |
| --------------------- | --------------------------- | --------------------- |
| Nr                    | Kolarz                      | Miejsce               |
| 221                   | Tadej Pogačar (SLO) (szosa) | 1.                    |
| 222                   | Isaac Del Toro (MEX)        | DNF                   |
| 223                   | Filippo Baroncini (ITA)     | 48.                   |
| 224                   | Jan Christen (SUI)          | DNF                   |
| 225                   | Marc Hirschi (SUI) (szosa)  | 68.                   |
| 226                   | Domen Novak (SLO)           | DNF                   |
| 227                   | Tim Wellens (BEL)           | 13.                   |

| Uno-X Mobility UXM | Uno-X Mobility UXM               | Uno-X Mobility UXM |
| ------------------ | -------------------------------- | ------------------ |
| Nr                 | Kolarz                           | Miejsce            |
| 231                | Magnus Cort Nielsen (DEN)        | 27.                |
| 232                | Jonas Abrahamsen (NOR)           | 57.                |
| 233                | Martin Urianstad (NOR)           | 77.                |
| 234                | Odd Christian Eiking (NOR)       | 50.                |
| 235                | Markus Hoelgaard (NOR)           | 38.                |
| 236                | Jonas Iversby Hvideberg (NOR)    | OTL                |
| 237                | Anders Halland Johannessen (NOR) | DNF                |

| Bahrain Victorious TBV | Bahrain Victorious TBV  | Bahrain Victorious TBV |
| ---------------------- | ----------------------- | ---------------------- |
| Nr                     | Kolarz                  | Miejsce                |
| 241                    | Matej Mohorič (SLO)     | 5.                     |
| 242                    | Nicolo Buratti (ITA)    | DNF                    |
| 243                    | Matevž Govekar (SLO)    | 101.                   |
| 244                    | Fran Miholjević (CRO)   | 99.                    |
| 245                    | Andrea Pasqualon (ITA)  | 80.                    |
| 246                    | Torstein Træen (NOR)    | 103.                   |
| 247                    | Edoardo Zambanini (ITA) | 49.                    |

Legenda: DNF – nie ukończył, OTL – przekroczył limit czasu, DNS – nie wystartował, DSQ – zdyskwalifikowany.

## Klasyfikacja generalna
| \| Klasyfikacja generalna \| Klasyfikacja generalna \| Klasyfikacja generalna \| Klasyfikacja generalna \| Klasyfikacja generalna \| \| Kolarz \| Kolarz \| Państwo \| Drużyna \| Czas \| \| ---------------------- \| ---------------------- \| ---------------------- \| -------------------------- \| ---------------------- \| \| 1. \| Tadej Pogačar \| Słowenia \| UAE Team Emirates \| 5h 19' 45" \| \| 2. \| Toms Skujiņš \| Łotwa \| Lidl-Trek \| + 2' 44" \| \| 3. \| Maxim Van Gils \| Belgia \| Lotto Dstny \| + 2' 47" \| \| 4. \| Thomas Pidcock \| Wielka Brytania \| Ineos Grenadiers \| + 3' 50" \| \| 5. \| Matej Mohorič \| Słowenia \| Bahrain Victorious \| + 4' 26" \| \| 6. \| Benoît Cosnefroy \| Francja \| Decathlon-AG2R La Mondiale \| + 4' 39" \| \| 7. \| Davide Formolo \| Włochy \| Movistar Team \| + 4' 41" \| \| 8. \| Lenny Martinez \| Francja \| Groupama-FDJ \| + 4' 48" \| \| 9. \| Filippo Zana \| Włochy \| Team Jayco AlUla \| + 4' 49" \| \| 10. \| Christophe Laporte \| Francja \| Team Visma \\| Lease a Bike \| + 5' 17" \| |                    |                 |                            |            |
| |                    |                 |                            |            |
| Źródło: ProCyclingStats |                    |                 |                            |            |
| Klasyfikacja generalna |                    |                 |                            |            |
| Kolarz | Kolarz             | Państwo         | Drużyna                    | Czas       |
| 1. | Tadej Pogačar      | Słowenia        | UAE Team Emirates          | 5h 19' 45" |
| 2. | Toms Skujiņš       | Łotwa           | Lidl-Trek                  | + 2' 44"   |
| 3. | Maxim Van Gils     | Belgia          | Lotto Dstny                | + 2' 47"   |
| 4. | Thomas Pidcock     | Wielka Brytania | Ineos Grenadiers           | + 3' 50"   |
| 5. | Matej Mohorič      | Słowenia        | Bahrain Victorious         | + 4' 26"   |
| 6. | Benoît Cosnefroy   | Francja         | Decathlon-AG2R La Mondiale | + 4' 39"   |
| 7. | Davide Formolo     | Włochy          | Movistar Team              | + 4' 41"   |
| 8. | Lenny Martinez     | Francja         | Groupama-FDJ               | + 4' 48"   |
| 9. | Filippo Zana       | Włochy          | Team Jayco AlUla           | + 4' 49"   |
| 10. | Christophe Laporte | Francja         | Team Visma \| Lease a Bike | + 5' 17"   |